# تيممة (مسورة)

تعديل مصدري - تعديل

تيممة هي إحدى قرى عزلة مسورة بمديرية مسورة التابعة لمحافظة البيضاء، بلغ تعداد سكانها 43 نسمة حسب تعداد اليمن لعام 2004.